# Euplectus duponti
Euplectus duponti är en skalbaggsart som beskrevs av Aubé 1833. Euplectus duponti ingår i släktet Euplectus, och familjen kortvingar. Enligt den svenska rödlistan är arten nära hotad i Sverige. Arten förekommer i Götaland. Artens livsmiljö är skogslandskap, jordbrukslandskap.